# Okres Winterthur
Okres Winterthur (německy Bezirk Winterthur) je jedním z 12 okresů v kantonu Curych ve Švýcarsku. Skládá se z 21 obcí a jeho administrativním centrem je Winterthur.

## Seznam obcí
| Znak                | Název obce          | Počet obyvatel (31. 12. 2023) | Rozloha (km²) | Hustota zalidnění (obyv./km²) |
| ------------------- | ------------------- | ----------------------------- | ------------- | ----------------------------- |
| Altikon             | Altikon             | 756                           | 7,70          | 98                            |
| Brütten             | Brütten             | 2186                          | 6,60          | 331                           |
| Dägerlen            | Dägerlen            | 1126                          | 7,95          | 142                           |
| Dättlikon           | Dättlikon           | 842                           | 2,88          | 292                           |
| Dinhard             | Dinhard             | 1733                          | 7,07          | 245                           |
| Elgg                | Elgg                | 5144                          | 24,39         | 211                           |
| Ellikon an der Thur | Ellikon an der Thur | 1026                          | 5,02          | 204                           |
| Elsau               | Elsau               | 3766                          | 8,07          | 467                           |
| Hagenbuch           | Hagenbuch           | 1163                          | 8,13          | 143                           |
| Hettlingen          | Hettlingen          | 3219                          | 5,90          | 546                           |
| Neftenbach          | Neftenbach          | 5763                          | 15,07         | 382                           |
| Pfungen             | Pfungen             | 4131                          | 4,99          | 828                           |
| Rickenbach          | Rickenbach          | 2821                          | 6,02          | 469                           |
| Schlatt             | Schlatt             | 774                           | 8,97          | 86                            |
| Seuzach             | Seuzach             | 7880                          | 7,56          | 1042                          |
| Turbenthal          | Turbenthal          | 5180                          | 25,22         | 205                           |
| Wiesendangen        | Wiesendangen        | 6727                          | 19,17         | 351                           |
| Winterthur          | Winterthur          | 119 315                       | 68,07         | 1753                          |
| Zell                | Zell                | 6717                          | 12,97         | 518                           |
| Celkem (19)         | Celkem (19)         | 180 269                       | 251,75        | 716                           |